# Barisan Alternatif
Die Barisan Alternatif (BA; Alternative Front) war eine politische Koalition aus vier Parteien in Malaysia. Sie wurde 1999 als Gegengewicht zur regierenden Barisan Nasional gegründet, und zerfiel nach der Niederlage bei den Parlamentswahlen 2004. Im Jahr 2008 formierten sich drei der vier Mitgliederparteien der Barisan Alternatif erneut zu einer Koalition, der Pakatan Rakyat.

## Gründung
Die Koalition wurde als Gegengewicht zur Barisan Nasional gegründet, deren Mitgliederparteien seit der Unabhängigkeit Malaysias mit einer Zweidrittelmehrheit die Regierung stellt. Am 24. Oktober 1999 einigten sich die vier größten Oppositionsparteien auf eine Zusammenarbeit im Wahlkampf. Diese Parteien waren die islamistische Parti Islam Se-Malaysia (PAS), die sozialdemokratische Democratic Action Party (DAP), die liberale Parti Keadilan Rakyat (Keadilan) und die demokratisch sozialistische Parti Rakyat Malaysia (PRM).

## Parlamentswahlen 1999
Die erfolgreichste Partei der Barisan Alternatif bei den Parlamentswahlen 1999 war die PAS, welche die Mehrheit der Stimmen in den Staaten Kelantan und Terengganu und ein Drittel der Stimmen in Kedah erhielt und die Zahl ihrer Parlamentssitze von 7 auf 27 erhöhte. Dagegen war das Ergebnis der DAP mit 10 Sitzen eher enttäuschend. Die neu gegründete Keadilan gewann nur fünf Sitze, die PRM gar keinen.
Insgesamt konnte die Barisan Alternatif 42 der 192 Sitze im malaysischen Parlament erobern. Die Barisan Nasional konnte somit mit 148 Sitzen (77 %) ihre absolute Mehrheit verteidigen.

## Zerfall
Von Anfang an wurde die Allianz dadurch belastet, dass es ein erklärtes Ziel der PAS ist, aus Malaysia einen islamischen Gottesstaat zu machen und auch nicht bereit war, dieses Ziel öffentlich zurückzunehmen. Allerdings konnte dann doch noch ein temporärer Kompromiss erreicht werden und die Theokratie wurde als Ziel nicht im gemeinsamen Programm der BA festgehalten.
Kurz nach den Terroranschlägen am 11. September 2001 in den USA verließ die DAP am 21. September 2001 die Barisan Alternatif.
Nach der Spaltung ist es bei der Wahl im Jahr 2004 zu Konflikten innerhalb der Koalition gekommen. In vielen Fällen konnten sich die verbündeten Parteien nicht auf einen gemeinsamen Kandidaten einigen. Die BA gewann nur acht Parlamentssitze. Sieben davon gingen an PAS und einer an Keadilan. Nach der Wahl zerbrach die Koalition endgültig.

## Pakatan Rakyat
Für die Parlamentswahlen 2008 formierten sich drei der vier Barisan Alternatif-Parteien erneut zu einer Koalition, der Pakatan Rakyat. Es handelt sich dabei um die PAS, die DAP und die Keadilan. Die PRM trat unabhängig an. Der neuen Koalition gelang es, 82 von 222 Sitzen zu gewinnen, womit die regierende Barisan Nasional die Zweidrittelmehrheit verlor, welche Verfassungsänderungen zulässt.